# Daniel Contet
Daniel Jean Bernard Contet (Le Raincy, 3 novembre 1943 – Villeneuve-Loubet, 23 ottobre 2018) è stato un tennista francese.

## Carriera
Ha vinto un titolo di doppio nel 1972 al Monte Carlo Open, in coppia con Patrice Beust, battendo Jiří Hřebec e František Pála 3-6, 6-1, 12-10, 6-2.
In Coppa Davis ha giocato un totale di 17 partite, collezionando 9 vittorie e 8 sconfitte.

## Statistiche

### Doppio

#### Vittorie (1)
| Numero | Anno | Torneo                                  | Superficie  | Compagno      | Avversari in finale        | Punteggio            |
| 1.     | 1972 | Monte Carlo Open, Roquebrune-Cap-Martin | Terra rossa | Patrice Beust | Jiří Hřebec František Pála | 3-6, 6-1, 12-10, 6-2 |